# カーニー郡 (カンザス州)
カーニー郡（英: Kearny County）は、アメリカ合衆国カンザス州の西部に位置する郡である。2010年国勢調査での人口は3,977人であり、2000年の4,531人から12.2%減少した。郡庁所在地はレイキン市（人口2,216人）であり、同郡で人口最大の都市でもある。郡名は、米墨戦争ではアメリカ陸軍の士官で活躍し、南北戦争には北軍で参加したが、1862年のシャンティリーの戦いで戦死したフィーリップ・カーニー将軍に因んで名付けられた。

## 歴史
当初のカーニー郡（綴りは"Kearney"）は1873年3月6日に設立され、1883年にはその領域がハミルトン郡とフィニー郡に分割されて解体された。1887年に最初の領域で再設立され、1888年3月27日に組織化された。1889年、その郡名の綴りを"Kearny"に正された。
カーニー郡は1980年代後半まで山岳部標準時となっていたが、アメリカ合衆国商務省が中部標準時に変えさせた。中部標準時はカンザス州105郡のうち101郡が採用している。コロラド州との州境に接するハミルトン郡、グリーリー郡、ウォレス郡、シャーマン郡の4郡のみが山岳部標準時を採用している。

## 法と政府
カーニー郡はアルコールを禁じる、すなわち「ドライ」の郡だったが、1986年にカンザス州憲法が修正され、住民は1988年の投票で個人が嗜むアルコール飲料の販売を承認した。ただし、食料販売量の30%までという制限が付いた。

## 地理
アメリカ合衆国国勢調査局に拠れば、郡域全面積は871.50平方マイル (2,257.2 km2)であり、このうち陸地は871.06平方マイル (2,256.0 km2)、水域は0.44平方マイル (1.1 km2)で水域率は0.05%である。

### 隣接する郡
- ウィチタ郡 - 北
- スコット郡 - 北東
- フィニー郡 - 東
- ハスケル郡 - 南東
- グラント郡 - 南
- スタントン郡 - 南西
- ハミルトン郡 - 西

## 人口動態

人口ピラミッド

以下は2000年の国勢調査による人口統計データである。
| 基礎データ - 人口: 4,531人 - 世帯数: 1,542 世帯 - 家族数: 1,199 家族 - 人口密度: 2人/km2（5人/mi2） - 住居数: 1,657軒 - 住居密度: 1軒/km2（2軒/mi2） 人種別人口構成 - 白人: 80.34% - アフリカン・アメリカン: 0.55% - ネイティブ・アメリカン: 0.86% - アジア人: 0.31% - 太平洋諸島系: 0.09% - その他の人種: 15.71% - 混血: 2.14% - ヒスパニック・ラテン系: 26.55% 年齢別人口構成 - 18歳未満: 34.4% - 18-24歳: 8.3% - 25-44歳: 27.1% - 45-64歳: 19.2% - 65歳以上: 11.1% - 年齢の中央値: 32歳 - 性比（女性100人あたり男性の人口） - 総人口: 104.7 - 18歳以上: 98.5 | 世帯と家族（対世帯数） - 18歳未満の子供がいる: 43.5% - 結婚・同居している夫婦: 65.1% - 未婚・離婚・死別女性が世帯主: 8.3% - 非家族世帯: 22.2% - 単身世帯: 20.2% - 65歳以上の老人1人暮らし: 8.5% - 平均構成人数 - 世帯: 2.91人 - 家族: 3.35人 収入と家計 - 収入の中央値 - 世帯: 40,149米ドル - 家族: 43,703米ドル - 性別 - 男性: 30,117米ドル - 女性: 20,179米ドル - 人口1人あたり収入: 15,708米ドル - 貧困線以下 - 対人口: 11.7% - 対家族数: 8.4% - 18歳未満: 15.9% - 65歳以上: 4.8% |

## 都市と町

### 法人化された都市
都市名の後の数字は2010年国勢調査での人口を示す。
- レイキン, 2,216 - 郡庁所在地
- ディアフィールド, 700

## 郡区
カーニー郡は7の郡区に分けられている。どの都市も「政治的に独立」と見なされず、下記郡区の数字に含まれている。下表で「人口中心」は最大都市であり、特に大きな数字でなければ、郡区の人口に含まれるものである。
| 郡区 | FIPSコード | 人口中心 | 人口  | 人口密度 /km2 (/sq mi) | 陸地面積 km2 (sq mi) | 水域 km2 (sq mi) | 水域率(%) | 座標                                                                |
| --- | ---------- | -------- | ----- | ---------------------- | -------------------- | ---------------- | --------- | ------------------------------------------------------------------- |
| ディアフィールド                                                                                        | 17250      |          | 1,104 | 9 (24)                 | 120 (46)             | 1 (0)            | 0.66%     | 北緯38度0分30秒 西経101度8分55秒 / 北緯38.00833度 西経101.14861度   |
| イーストヒバード                                                                                        | 19550      |          | 131   | 0 (1)                  | 403 (156)            | 0 (0)            | 0 %       | 北緯38度9分19秒 西経101度12分14秒 / 北緯38.15528度 西経101.20389度  |
| ハートランド                                                                                            | 30500      |          | 128   | 0 (1)                  | 388 (150)            | 0 (0)            | 0.03%     | 北緯38度0分44秒 西経101度24分49秒 / 北緯38.01222度 西経101.41361度  |
| ケンドール                                                                                              | 36450      |          | 157   | 0 (1)                  | 494 (191)            | 0 (0)            | 0 %       | 北緯37度46分56秒 西経101度18分32秒 / 北緯37.78222度 西経101.30889度 |
| レイキン                                                                                                | 38200      |          | 2,587 | 16 (41)                | 164 (63)             | 0 (0)            | 0.04%     | 北緯37度57分16秒 西経101度15分45秒 / 北緯37.95444度 西経101.26250度 |
| サウスサイド                                                                                            | 67025      |          | 359   | 1 (3)                  | 286 (110)            | 0 (0)            | 0.06%     | 北緯37度55分9秒 西経101度12分12秒 / 北緯37.91917度 西経101.20333度  |
| ウェストヒバード                                                                                        | 77050      |          | 65    | 0 (0)                  | 402 (155)            | 0 (0)            | 0 %       | 北緯38度10分10秒 西経101度25分23秒 / 北緯38.16944度 西経101.42306度 |
| Sources: “Census 2000 U.S. Gazetteer Files”. U.S. Census Bureau, Geography Division. 2012年4月1日閲覧。 |            |          |       |                        |                      |                  |           |                                                                     |

## 教育

### 統一教育学区
- レイキン USD 215
- ディアフィールド USD 216